# Mespaul
Mespaul [mɛspɔl] est une commune du département du Finistère, dans la région Bretagne, en France.
Site internet : https://mespaul.bzh/

## Géographie

### Localisation et description
Mespaul est située au sud-ouest de Plouénan, à peu près à mi-chemin entre Plouescat (à l'ouest) et Morlaix (à l'est).
La commune appartient au canton de Saint-Pol-de-Léon. Elle est limitrophe de Plouvorn au Sud, Trézilidé à l'Ouest, Tréflaouénan et Plougoulm au Nord-Ouest. Faisant partie du Léon, Mespaul se trouve à une dizaine de kilomètres de la Manche.
| Sibiril    | Plougoulm | Plouénan |
| Trézilidé  | Mespaul   | Plouénan |
| Plouzévédé | Plouvorn  | Guiclan  |

L'Horn au Nord et à l'Est et le Guillec à l'Ouest vers Sainte-Catherine sont des fleuves côtiers servant pour une part de limite communale, avec Plouénan pour le premier cité et avec Trézilidé pour le second nommé. Le finage communal est aussi traversé par un affluent de rive gauche de l'Horn qui sépare le terroir traditionnel de Mespaul de celui de l'ancienne trève de Sainte-Catherine.

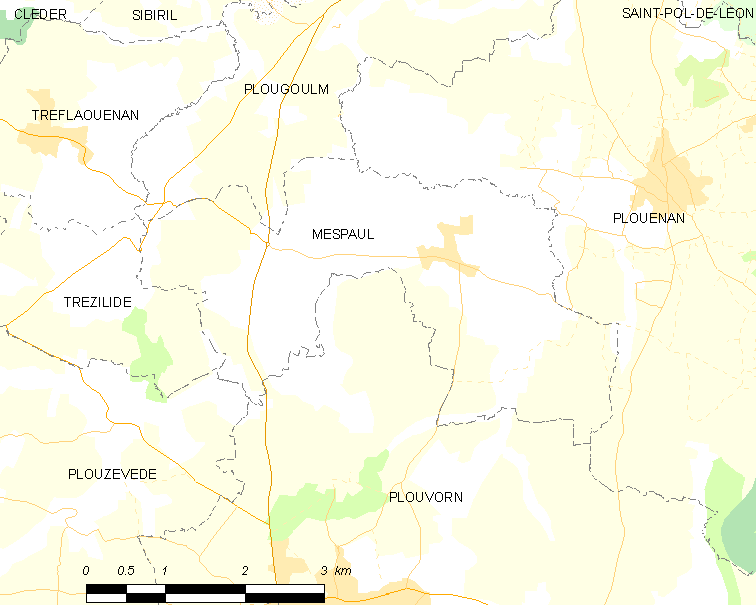
Carte de la commune de Mespaul.

Mespaul est constitué d'une partie du plateau du Léon qui, sur la commune, culmine à 73 mètres à l'Est de Sainte-Catherine et à 72 mètres dans la partie sud-est de la commune, située sur la rive droite de l'Horn. Les altitudes s'abaissent progressivement vers le nord, le point le plus bas (21 mètres) se trouvant à la limite nord de la commune à l'endroit dans la vallée de l'Horn à l'endroit où celui-ci quitte le territoire communal. Le bourg de Mespaul est vers 56 mètres d'altitude ; il est en position relativement centrale au sein du finage communal.
Mespaul présente traditionnellement un paysage de bocage avec un habitat rural dispersé en écarts formés de hameaux et fermes isolées. Éloignée des grandes villes et distante de la mer, la commune n'a guère été touchée par la rurbanisation, sauf aux alentours du bourg et, à un degré moindre, autour de Sainte-Catherine, qui présente l'aspect d'un village-rue.
Le bourg de Mespaul est à l'écart des grands axes de circulation et n'est desservi que par des routes secondaires. La D 69, est la route principale qui traverse la commune (elle vient de Landivisiau, via Plouvorn, et va jusqu'à Saint-Pol-de-Léon), mais cet axe sud-nord passe par Sainte-Catherine (une déviation évite la traversée du village), et non par le bourg.

### Cadre géologique

Carte géologique du Massif armoricain.

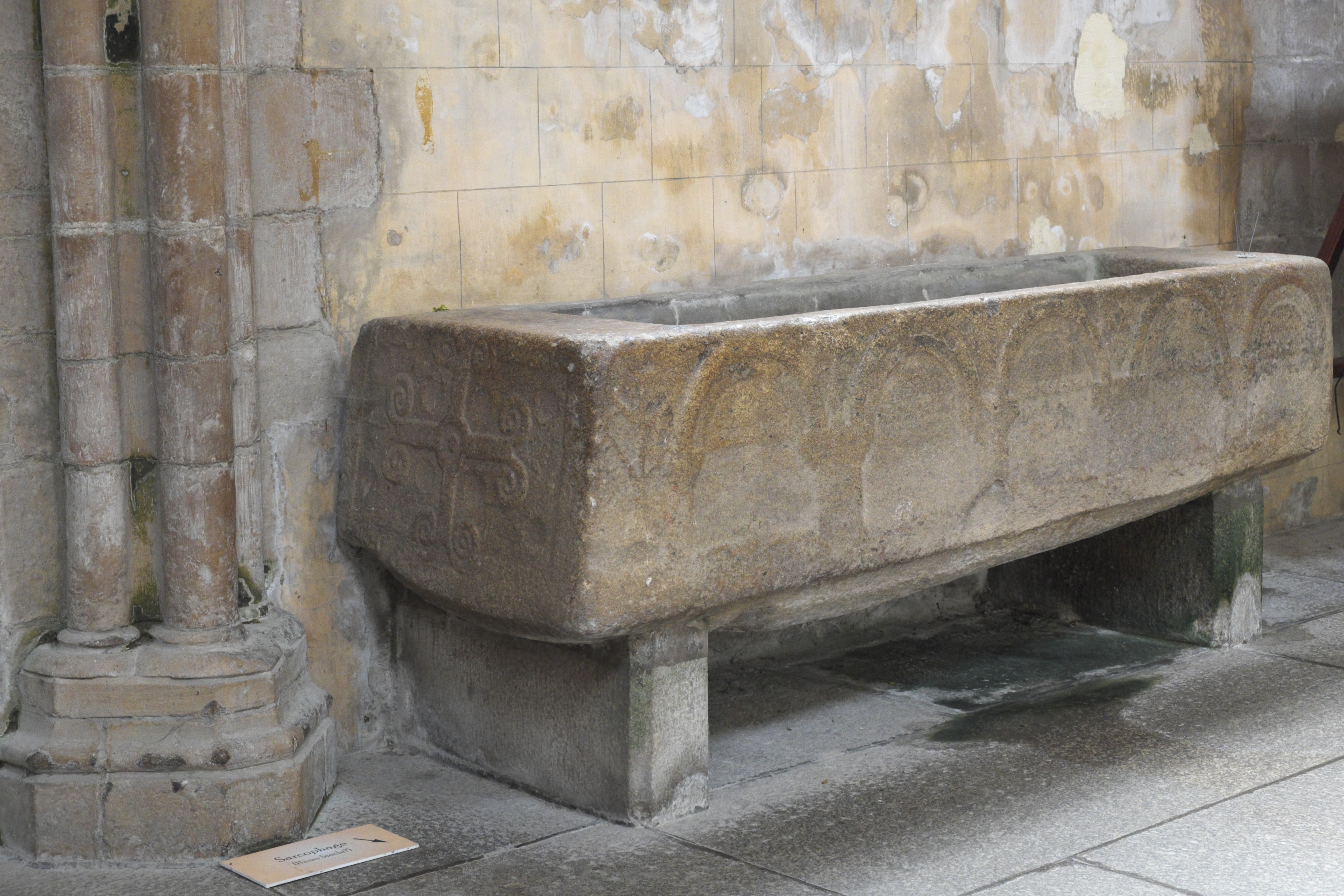
Dans la cathédrale de Saint-Pol-de-Léon, l'observation du sarcophage roman (dit de Conan Mériadec), réalisé au XIIe siècle en granite de Sainte-Catherine, laisse voir les plages de tourmaline.

Mespaul est au nord-est du domaine structural de la zone de Léon qui constitue un vaste antiforme granitique et métamorphique de 70 km sur 30 km orienté NE-SW. Postérieurement au métamorphisme hercynien, se développe un important plutonisme : le chapelet nord de granites rouges tardifs (ceinture batholitique de granites individualisée pour la première fois par le géologue Charles Barrois en 1909, formant de Ouessant à Barfleur (Aber-Ildut, Carantec, Ploumanac'h,
puis Flamanville et Barfleur) un alignement de plutons de direction cadomienne, contrôlé par les grands accidents directionnels WSW-ENE), datés aux alentours de 300 Ma, correspond à un magmatisme permien. L'orogenèse hercynienne se termine par la formation de deux accidents crustaux majeurs qui décalent les granites carbonifères : le décrochement dextre nord-armoricain (faille de Molène – Moncontour) et le cisaillement senestre de Porspoder-Guissény (CPG). Le plutonisme sur le territoire de Mespaul se traduit par la mise en place du massif de Sainte-Catherine qui se présente en feuillets lenticulaires allongés sur près de 35 kilomètres (depuis la grève de Kerigou en Saint-Pol-de-Léon jusqu'au-delà du Drennec). Ce massif encaissé dans le socle métamorphique (orthogneiss monzogranitique de Plouénan dont la direction des plis conditionne l'allure générale du massif) du flanc sud de l'antiforme, forme une succession discontinue de bosses monadnocks qui dominent le riche plateau limoneux du Haut-Léon. « C’est un massif leucogranitique équant très évolué (> 72 % SiO2) à microcline, albite, quartz, muscovite, parfois biotite, avec tourmaline et béryl, considéré comme très tardif dans l’histoire magmatique du Léon ». Le granite est caractérisé surtout par la cristallisation de nombreuses petites plages de tourmaline noirâtre qui, par contraste, renforcent sa blancheur. Selon sa mise en place, il présente quatre faciès géochimiques principaux. Cette venue du leucogranite à tourmaline de Sainte-Catherine est associée au fonctionnement de la faille de Porspoder.
Les monuments de la région montrent que le granite de Sainte-Catherine a fourni de belles pierres de taille mais, mieux encore, s'est prêté aussi à la sculpture. Les édifices ayant fait appel à ce granite (par exemple, le porche de la façade de la cathédrale de Saint-Pol-de-Léon la partie sommitale de la flèche de Notre-Dame du Kreisker à Saint-Pol-de-Léon [reconstruite depuis en utilisant un autre granite] ou encore le château de Kerjean [mais là aussi un autre granite a été utilisé lors de sa restauration]), sont essentiellement inclus dans une zone de contour piriforme qui correspond aux affleurements du granite lui-même, jalonnés par plusieurs dizaines de carrières dont la plupart sont abandonnées et parfois même entièrement comblées.
Touristiquement, les principaux aspects de la géologie de la région peuvent être abordés au cours de promenades géologiques qui permettent d'observer sur un espace réduit des roches d'âge et de nature différents, témoins de phénomènes géologiques d'ampleur (magmatisme, tectogenèse, métamorphisme, érosion…).

### Climat
Pour des articles plus généraux, voir Climat de la Bretagne et Climat du Finistère.
En 2010, le climat de la commune est de type climat océanique franc, selon une étude du CNRS s'appuyant sur une série de données couvrant la période 1971-2000. En 2020, Météo-France publie une typologie des climats de la France métropolitaine dans laquelle la commune est exposée à un climat océanique et est dans la région climatique  Finistère nord, caractérisée par une pluviométrie élevée, des températures douces en hiver (6 °C), fraîches en été et des vents forts. Parallèlement l'observatoire de l'environnement en Bretagne publie en 2020 un zonage climatique de la région Bretagne, s'appuyant sur des données de Météo-France de 2009. La commune est, selon ce zonage, dans la zone « Monts d'Arrée », avec des hivers froids, peu de chaleurs et de fortes pluies.  
Pour la période 1971-2000, la température annuelle moyenne est de 11,4 °C, avec  une amplitude thermique annuelle de 9,6 °C. Le cumul annuel moyen de précipitations est de 954 mm, avec 16,1 jours de précipitations en janvier et 7,9 jours en juillet. Pour la période 1991-2020, la température moyenne annuelle observée sur la station météorologique la plus proche, située sur la commune de Saint-Servais à 15 km à vol d'oiseau, est de 11,6 °C et le cumul annuel moyen de précipitations est de 1 160,4 mm,. Pour l'avenir, les paramètres climatiques de la commune estimés pour 2050 selon différents scénarios d’émission de gaz à effet de serre sont consultables sur un site dédié publié par Météo-France en novembre 2022.

## Urbanisme

### Typologie
Au 1er janvier 2024, Mespaul est catégorisée commune rurale à habitat dispersé, selon la nouvelle grille communale de densité à 7 niveaux définie par l'Insee en 2022.
Elle est située hors unité urbaine. Par ailleurs la commune fait partie de l'aire d'attraction de Roscoff - Saint-Pol-de-Léon, dont elle est une commune de la couronne,. Cette aire, qui regroupe 9 communes, est catégorisée dans les aires de moins de 50 000 habitants,.

### Occupation des sols

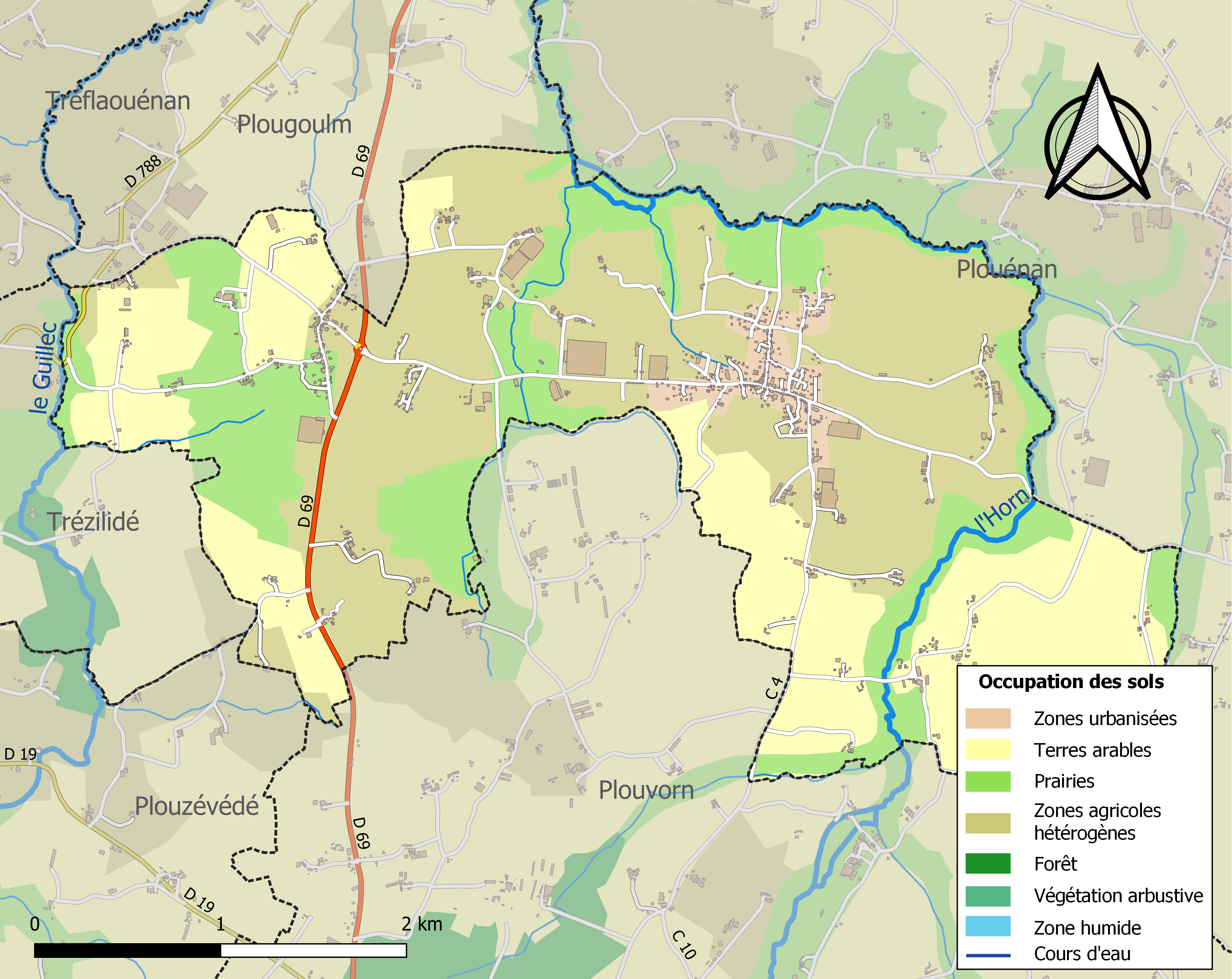
Carte des infrastructures et de l'occupation des sols de la commune en 2018 (CLC).

L'occupation des sols de la commune, telle qu'elle ressort de la base de données européenne d’occupation biophysique des sols Corine Land Cover (CLC), est marquée par l'importance des territoires agricoles (96,7 % en 2018), en diminution par rapport à 1990 (97,7 %). La répartition détaillée en 2018 est la suivante : 
zones agricoles hétérogènes (41,8 %), terres arables (32,7 %), prairies (22,2 %), zones urbanisées (3,3 %).
L'IGN met par ailleurs à disposition un outil en ligne permettant de comparer l’évolution dans le temps de l’occupation des sols de la commune (ou de territoires à des échelles différentes). Plusieurs époques sont accessibles sous forme de cartes ou photos aériennes : la carte de Cassini (XVIIIe siècle), la carte d'état-major (1820-1866) et la période actuelle (1950 à aujourd'hui).

## Toponymie
Le nom de la localité est attesté sous la forme Mezpaul en 1426.
Mespaul vient de maez (« champ ouvert » en breton) et de Paul Aurélien, patron de la paroisse (premier évêque du pays du Léon).

## Histoire

### Antiquité
Visitant Mespaul en 1927, le chanoine Pérennès et l'abbé Bellec remarquèrent, non loin de la chapelle Sainte-Catherine, au lieu-dit « Lannéir », gisant dans le fossé sur le bord de la route (une ancienne voie romaine), un fragment de pierre paraissant porter des lettres gravées. « C'était une pierre de 0m22 de hauteur et 0m29 de rayon. Avant d'être mutilée, elle devait avoir, ainsi que le monument 0m60 de diamètre. (...) La trouvaille était sans conteste un fragment de borne romaine, l'inscription étant visible : "MANICVS AXVMVS TRI POTEST" ("Germanicus maxumus tribunicia potestate") ». Cette inscription daterait du IIIe siècle, l'expression Germanicus Maximus se rencontrant sous le règne de Maximin Ier le Thrace.

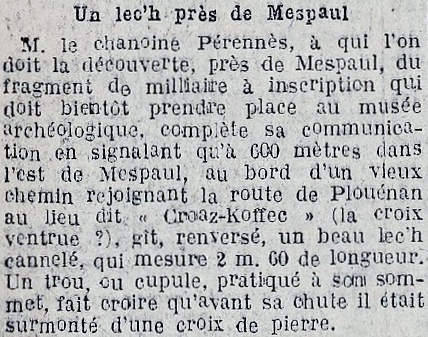
Un lec'h découvert à Mespaul en 1927 par le chanoine Pérennès (journal La Dépêche de Brest et de l'Ouest du 27 novembre 1927.
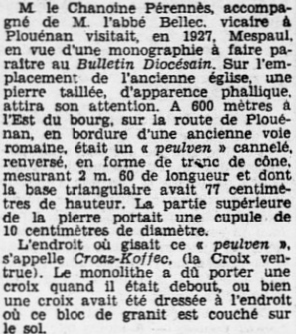
Extrait d'un article du journal L'Ouest-Éclair du 3 novembre 1931 décrivant la pierre d'apparence phallique de Mespaul située près de l'emplacement de l'ancienne église et le peulven de Croas-Koffec.

Ce déchiffrement est incorrect car il ne prend pas en compte les lettres TRI POTEST. Cette inscription est répertoriée dans le Corpus Inscriptionum Latinarum et reconstituée comme suit [Ti(berius) Claudius Drusi] / [f(ilius) Caesar Augustus] / [Ge]RMANICVS PO[nti]/[fex m]AX<i=U>MVS TRI[bu]/[nici]AE POTEST[atis V] / [imp(erator) XI p(ater) p(atriae) co(n)s(ul) III] / [designatus IIII]. Le Germanicus ayant le titre de pontifex maximus s'identifie comme l'empereur Claude (41-54), surnommé Germanicus.

### Moyen Âge
D'abord trèves de Plouvorn, Mespaul et son quartier de Sainte-Catherine sont issus d'un démembrement de l'ancienne paroisse de l'Armorique primitive de Plouvorn. Mespaul devint une paroisse indépendante qui dépendit de l'ancien évêché de Léon.
Le manoir de Kergoulouarn est connu depuis la réformation de la noblesse de 1443, date à laquelle il était habité par Yves Kergounouarn (ancien nom que portait cette famille et ce manoir), puis par son fils Yvon de Kergounouarn, à la montre de 1467, à laquelle il déclarait disposer de 120 livres de rente. En 1578 le manoir passa par mariage aux mains d'Ollivier Le Rouge, sieur de Moguérou en Plougonven.
Le granite de Sainte-Catherine (un granite clair parsemé de cristaux bleu noir de tourmaline) fut utilisé dès le Moyen Âge ; il servit aussi à construire partiellement le château de Kerjean ; il a peu été utilisé à l'époque moderne.

### Époque moderne
Au XVIIe siècle, la châtellenie de Daoudour est subdivisée en deux juridictions : celle de "Daoudour-Landivisiau", dite aussi "Daoudour-Coëtmeur", qui avait son siège à Landivisiau et comprenait Plouvorn et ses trèves de Mespaul et Sainte-Catherine, Plougourvest et sa trève de Landivisiau, Guiclan, Saint-Thégonnec, Guimiliau, Lampaul-Bodénès, Pleyber-Christ, Commana et sa trève de Saint-Sauveur, Plounéour-Ménez et pour partie Plouénan ; et celle de "Daoudour-Penzé", qui avait son siège à Penzé et comprenait Taulé et ses trèves de Callot, Carantec, Henvic et Penzé, Locquénolé, Saint-Martin-des-Champs et sa trève de Sainte-Sève.
L'existence d'une croix de peste datée de 1626 à Croas ar Vossen laisse supposer une épidémie de peste vers cette date.
Le manoir de Kergoulouarn, rebâti vers 1600, est vendu au XVIIIe siècle à un riche financier de Morlaix, Jacques-Alain de La Marre, puis passe par alliances successives aux mains de la famille Berthou de Kervezio, puis en 1764 de la famille La Bourdonnaye-Montluc.
D'autres anciens manoirs sont de nos jours en ruine ou ont disparu comme Coatudavel et Cosquérou. Ces anciennes seigneuries déçues sont entourées de bois. La famille de Coatudavel, selon Louis Le Guennec aurait fourni un évêque de Poitiers, Mgr Mathurin Le Ny de Coatudavel, décédé en 1739 (mais cette information est douteuse car on n'en trouve nulle trace par ailleurs) et s'est éteinte en la personne de Louis-Emmanuel Le Ny de Coatudavel, baptisé le 6 juin 1762 à Brest, paroisse de Saint-Louis, lieutenant de vaisseau, fait prisonnier lors de l'expédition de Quiberon en 1795 et qui fut fusillé alors qu'il avait à peine plus de 18 ans. « Du manoir de Coatudavel (...), je n'ai plus trouvé vers 1900, qu'un amas de décombres au milieu d'une petite futaie » écrit Louis Le Guennec.

### La trève de Sainte-Catherine
Comme Mespaul, Sainte-Catherine était sous l'Ancien Régime une trève dépendant de la paroisse de Plouvorn. Sa chapelle, ancienne église tréviale, fut construite à l’initiative des seigneurs de Créac’h-Quérault, date du XVe siècle, mais modifiée les siècles suivants (elle a été restaurée en 1895). Vers 1840, donc après la suppression de cette trève, Sainte-Catherine est indiqué comme ayant 470 habitants.

### Révolution française
Mespaul est érigé en commune en 1790. En 1791, le curé J. Gougouil ainsi que Moal à Sainte-Catherine font partie des prêtres refusant de s’assermenter à la Constitution civile du clergé.
Le 26 janvier 1792, quatre gendarmes vinrent arrêter le recteur de Sainte-Catherine ; ils furent assaillis à coups de pierres par les paroissiens et l'un d'eux fut grièvement blessé.
Le manoir de Kergoulouarn est saisi nationalement et acquis par les citoyens René Bazin et de Chamer.

### LeXIXesiècle
En 1849, pour un total de terres arables de 1 447 hectares, la commune de Mespaul en a 142 cultivés en froment, 82 en orge, 82 en avoine, 33 en sarrasin, 43 en pommes de terre, 27 en panais, 27 en autres plantes sarclées, 81 en trèfle et luzerne, 27 en lin et chanvre et aucun en jachère ; les prairies naturelles y couvraient 346 ha, les bois 134 ha, les landes (ajonc) et le seigle 67 ha. Selon la même source, on recensait à Mespaul 228 chevaux (en 1825), 200 bovins (en 1836) et 150 porcs (en 1836).
A. Marteville et P. Varin, continuateurs d'Ogée, décrivent ainsi Mespaul en 1853 :

« Mespaul (commune formée de l'ancienne trève de Plouvorn ; aujourd'hui succursale. (...) Principaux villages : Creach'glas, Kergos, Lescendan, Ceac'hnoalar, Villeneuve, Coatudavel, Kertanguy, Cosquérou. Maison principale : manoir de Kertanguy. Superficie totale 1 158 hectares, dont (...) terres labourables 546 ha, prés et pâturages 124 ha, vergers et jardins 10 ha, bois 67 ha, canaux et étangs 5 ha, landes et incultes 326 ha (...). Moulins : 5 (de Quidan, de Cosquérou, de Hoenner, à eau)? Il y a en Mespaul, outre l'église, les chapelles Saint-Athanase et Sainte-Catherine, qui ont chacune un pardon d'un jour. L'agriculture est florissante en cette commune ; on y cultive beaucoup les plantes sarclées, et notamment la pomme de terre. L'engrais de mer y est employé. On l'achète aux communes qui sont plus près de l'Océan [en fait de la Manche]. Pendant l'hiver les femmes, riches ou pauvres, n'ont d(autre occupation que celle de filer ; pendant l'été elles travaillent beaucoup au sarclage des champs. L'usage des grandes journées conserve toute sa vigueur ; par exemple lorsqu'un cultivateur a besoin d'exécuter un grand transport de bois, de goémon, etc.., il appelle à l'aide ses parents et ses voisins, qui accourent travailler avec lui, à charge de revanche. Géologie : granite. On parle le breton. »

La commune est principalement rurale et le développement agricole fait croître la population au XIXe siècle. Dès le XXe siècle, le nombre d'habitants diminue avec la mécanisation de l'agriculture, qui implique une main-d'œuvre moindre.
Lors des élections municipales de 1896 « la liste réactionnaire de M. de Kertanguy passe toute entière avec 150 et 149 voix. La liste républicaine obtient de 119 à 105 voix » écrit le journal La Dépêche de Brest et de l'Ouest.
La Congrégation religieuse des Filles de la Sainte Vierge de la Retraite de Vannes disposait d'une maison à Mespaul en 1899, y pratiquant notamment l'enseignement

### LeXXesiècle

#### La Belle Époque
L'actuelle église paroissiale Saint-Éloi (saint Éloi a supplanté saint Alar , saint patron de l'église précédente) de Mespaul est construite vers 1900 selon des plans d'Ernest Le Guerranic ; elle remplace une église datant du XVIe siècle, dédiée à saint Alar qui était située quelques centaines de mètres plus au nord et dont les pierres furent vendues à un antiquaire de Plestin. L'ossuaire du Vieux-Bourg est le dernier vestige encore visible de l'ancien enclos paroissial.

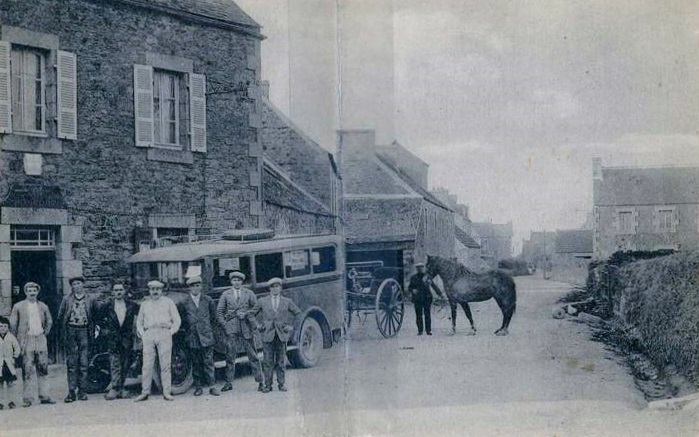
Mespaul : un coin du bourg au début du XXe siècle (carte postale, auteur inconnu).

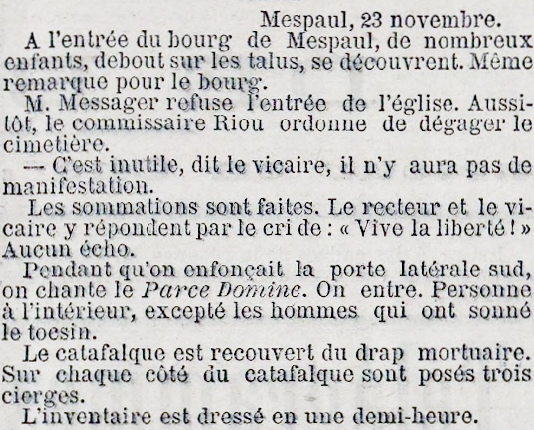
L'inventaire des biens d'église à Mespaul (journal La Dépêche de Brest et de l'Ouest du 24 novembre 1906.

En réponse à une enquête épiscopale organisée en 1902 par Mgr Dubillard, évêque de Quimper et de Léon en raison de la politique alors menée par le gouvernement d'Émile Combes contre l'utilisation du breton par les membres du clergé, le recteur de Mespaul, l'abbé Messager, écrit : « Les instructions paroissiales se font toujours ici en breton ».
L'inventaire des biens d'église est effectué par le commissaire de police, accompagné de gendarmes, le 23 novembre 1906. La construction d'une école de garçons est décidée en 1907.
Une foire fut organisée le premier jeudi de chaque mois dans le village de Sainte-Catherine à partir de janvier 1905.
Le pardon de la Saint-Éloy, fin juin, durait alors trois jours, par exemple celui de 1910.
Trois religieuses de la congrégation de la Sainte Vierge de la Retraite de Vannes habitant à Mespaul furent poursuivies en 1912, ainsi que le maire Élie Salaün de Kertanguy qui les soutenait, pour reconstitution d'une congrégation dissoute, mais finalement acquittées.
L'installation d'un service téléphonique à Mespaul est décidée en 1913.

#### La Première Guerre mondiale
En novembre 1914 un soldat de Mespaul, Alain Biannic, fut décoré de la Médaille militaire pour avoir sauvé deux officiers au péril de sa vie. Ce fait d'armes est longuement décrit dans le journal La Dépêche de Brest et de l'Ouest du 20 décembre 1914.
Le monument aux morts de Mespaul porte les noms de 46 soldats et marins morts pour la France pendant la Première Guerre mondiale ; parmi eux un marin (Jean Pleyber) mort en mer lors du naufrage du croiseur cuirassé Léon Gambetta le 27 avril 1915 ; deux soldats (Jean Charles et Yves Péron) sont morts en Belgique dès août 1914 ; deux sont morts en captivité en Allemagne (Jean Boulch dès septembre 1914 et Jean Jolivet le 26 décembre 1918, donc après l'armistice) ; tous les autres sont décédés sur le sol français dont, à titre d'exemple, François Boulch, prêtre né à Mespaul en 1882, sous-lieutenant au 19e régiment d'infanterie, tué à l'ennemi le 25 septembre 1915 à Tahure (Marne), décoré de la Légion d'honneur et de la Croix de guerre et Yves Foustoul, canonnier au 28e régiment d'artillerie de campagne, mort à Douaumont le 14 décembre 1916, décoré de la Médaille militaire et de la Croix de guerre ; parmi eux, trois sont décédés en 1919, donc après la fin de la guerre.

#### L'Entre-deux-guerres
L'élevage des chevaux était alors important à Mespaul, comme en témoigne par exemple la participation de nombreux agriculteurs de la commune à des concours hippiques et notamment au Concours central hippique de Paris.
Une coopérative agricole dénommée "La Paysanne" fut créée à Mespaul ; elle existait encore pendant la Deuxième Guerre mondiale. Une autre coopérative agricole, la "Breizad", créée en 1934, a aussi son siège social à Sainte-Catherine en Mespaul. Un centre de sélection de pommes de terre de semences,(variété Kam-Melen) est créé en 1926 à Mespaul.
En 1929 les habitants de Sainte-Catherine demandent l'installation d'une cabine téléphonique dans leur village « en raison de l'éloignement de toute autre cabine ».
Lors des élections municipales de 1929 « la liste de concentration républicaine Montfort est élue en entier contre la liste réactionnaire sortante Person ».
Un article de 1932 du journal La Dépêche de Brest et de l'Ouest indique que le bourg de Mespaul n'est pas encore, à cette date, raccordé à l'électricité.
Une équipe de football, les "Jeunes de Mespaul", dénommée aussi "Olympique de Mespaul", existait dans la commune en 1935.
Le pardon de Mespaul était organisé chaque année le dernier dimanche de juin. Celui de l'année 1938 se déroula le dimanche 26 juin et le journal La Dépêche de Brest et de l'Ouest écrit : « L'an dernier une foule considérable accourue des communes environnantes assista à ce pardon traditionnel ».

#### La Seconde Guerre mondiale
Le monument aux morts de Mespaul porte les noms de 8 personnes mortes pour la France pendant la Seconde Guerre mondiale ; parmi elles Corentin Prigent, sous-lieutenant, engagé volontaire dans les Forces françaises libres, décédé des suites de ses blessures en Syrie le 19 juin 1941, décoré de la Croix de Guerre, de la Croix de la Libération et de la Médaille de la Résistance.

## Politique et administration
| Période                                  | Période  | Identité                       | Étiquette | Qualité |
| ---------------------------------------- | -------- | ------------------------------ | --------- | --- |
| 1791                                     | 1792     | Maurice Loussaut               |           | Cultivateur. |
| 1794                                     | 1795     | Hamon Quéré                    |           | Cultivateur. |
| 1803                                     | 1804     | Offret                         |           | |
| 1808                                     | 1815     | Jean-Marie Salaun de Kertanguy |           | Baron d'Empire. Propriétaire. Le baron de Kertanguy habitait durant la belle saison son manoir de Coatudavel en Mespaul. Frère de Jean Augustin Salaun de Kertanguy, maire de Plouénan entre 1816 et 1818. |
| 1815                                     | 1829     | François Péron                 |           | Tisserand. |
|                                          |          |                                |           | |
| 1833                                     | 1836     | Claude Monfort                 |           | Meunier. |
|                                          |          |                                |           | |
| 1847                                     | 1851     | Gabriel Mingam                 |           | Cultivateur. |
| 1853                                     | 1873     | Yves Péron                     |           | Cultivateur. |
| 1873                                     | 1895     | Olivier Quillivéré             |           | Cultivateur. Sa liste est qualifiée en 1888 de « réactionnaire ». |
| 1896                                     | 1916     | Élie Salaün de Kertanguy       |           | Baron. Ancien zouave pontifical. Chevalier de l'Ordre de Pie IX. Directeur d'une compagnie d'assurances sur la vie.                                                                                        |
| 1919                                     | 1929     | Jean Person                    |           | Cultivateur. |
| 1929                                     | 1952     | François Marie Monfort         |           | Commerçant. |
|                                          |          |                                |           | |
| 1959                                     | 1969     | Jean Yves Autret               |           | Cultivateur. |
|                                          |          |                                |           | |
| 1983                                     | 1995     | François Person                |           | |
| 1995                                     | 2014     | Jean-Jacques Moal              |           | |
| 2014                                     | En cours | Bernard Floch                  | DVD       | Agriculteur |
| Les données manquantes sont à compléter. |          |                                |           | |

## Monuments
- L'église Saint-Éloi, reconstruite vers 1900 à partir des plans d'Ernest Le Guerranic. Le culte de saint Éloi s'expliquant par une confusion au Moyen Âge avec saint Alor, ancien évêque de Quimper, dont la vie est très peu connue.
- La chapelle Sainte-Catherine (XVe et XVIIIe siècles), ancienne église tréviale de Plouvorn. Datant du XVe siècle dans ses parties les plus anciennes, elle est presque entièrement reconstruite au XVIIIe siècle et restaurée en 1895. Son calvaire est inscrit à l'Inventaire des Monuments Historiques depuis 1997.
- le calvaire de la chapelle Sainte-Catherine, inscrit au titre des monuments historiques par arrêté du 25 mars 1997[63].
- L'ossuaire du Vieux-Bourg.
- La croix de peste de Croas ar Vossen (elle date de 1626).
- La fontaine de Saint-Anastase[Note 16].
- L'oratoire de Cosquérou.
- Le moulin du C'houenner.

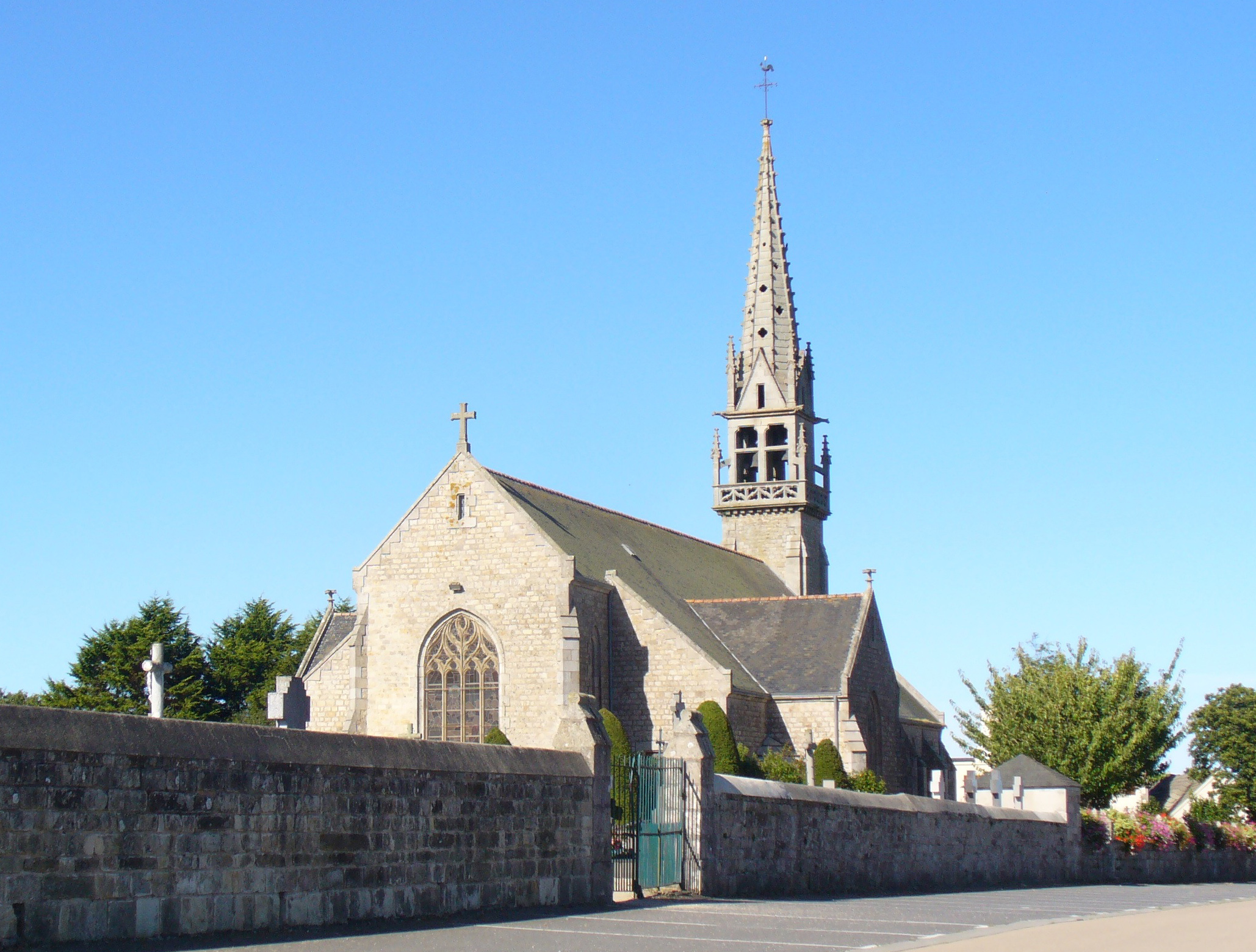
L'église paroissiale Saint-Éloi.
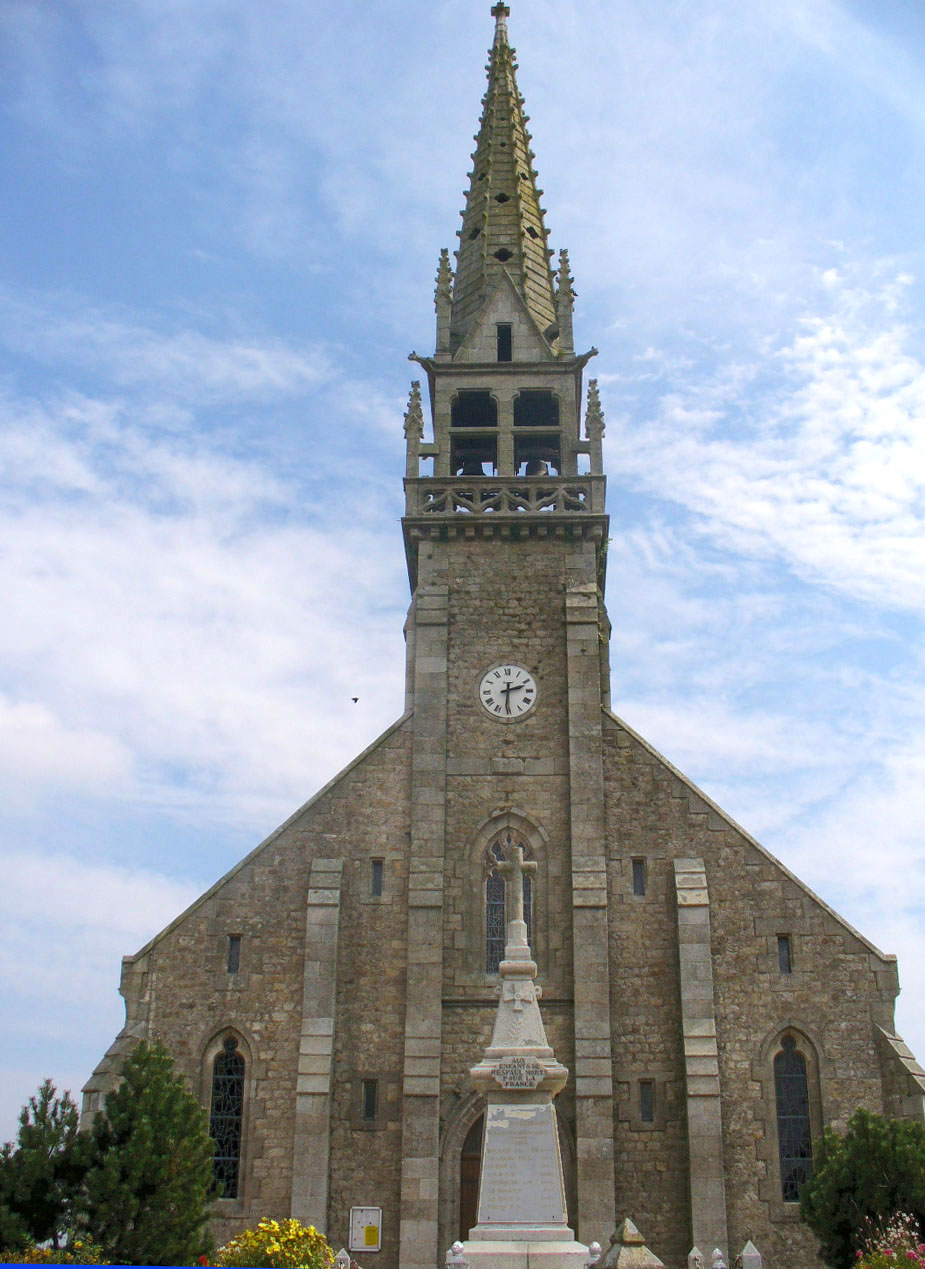
Église Saint-Éloi.
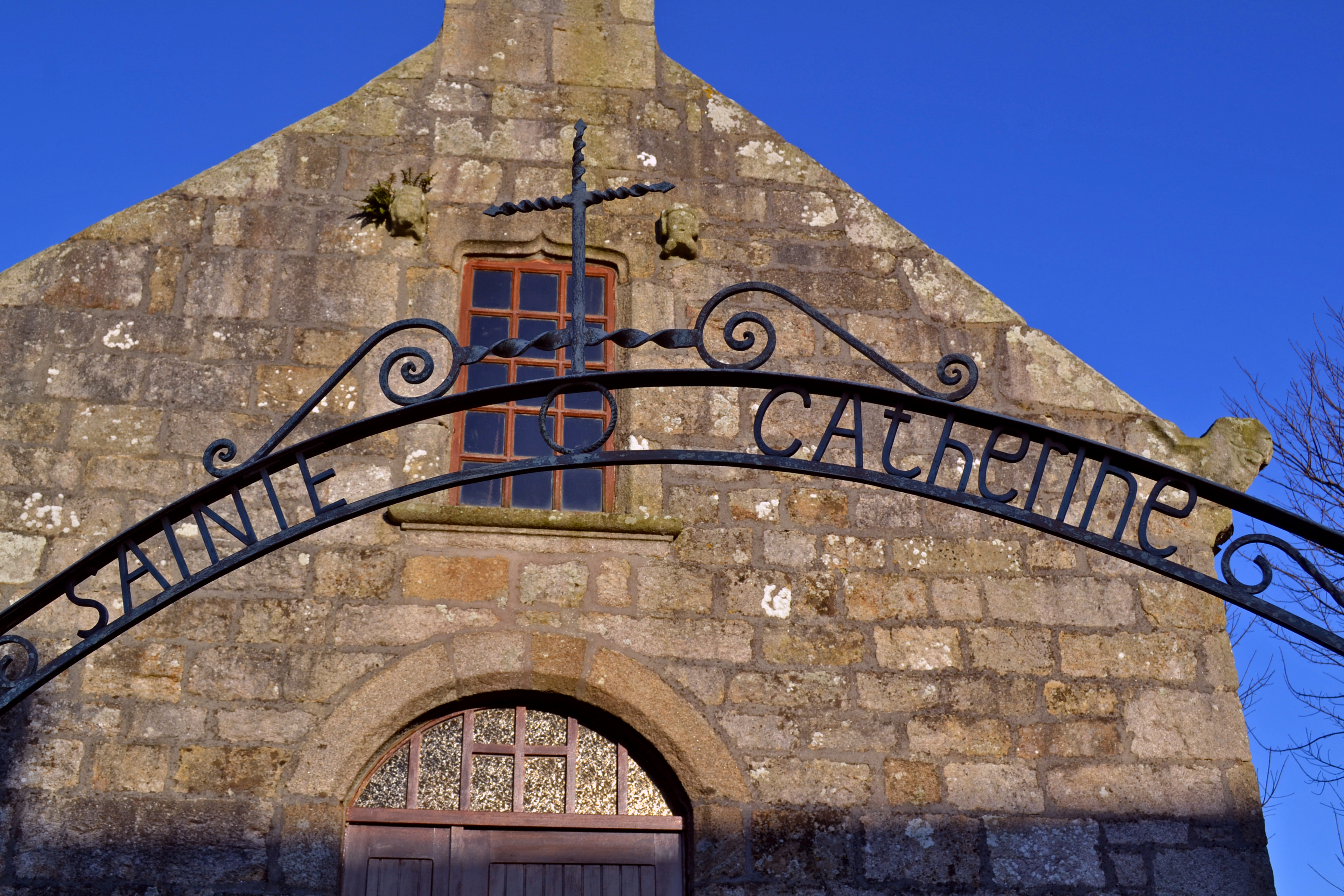
La chapelle Sainte-Catherine (portail).
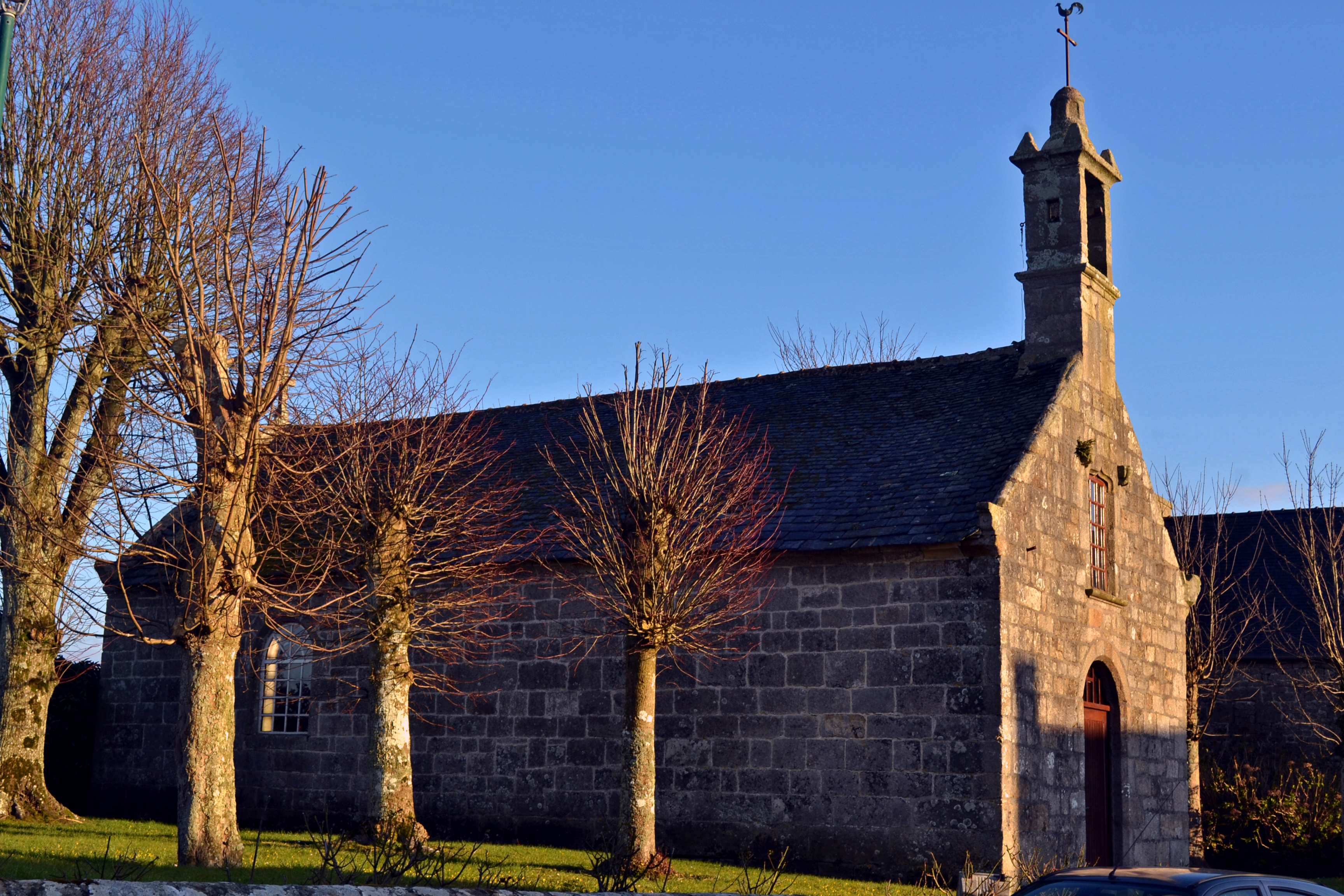
La chapelle Sainte-Catherine.
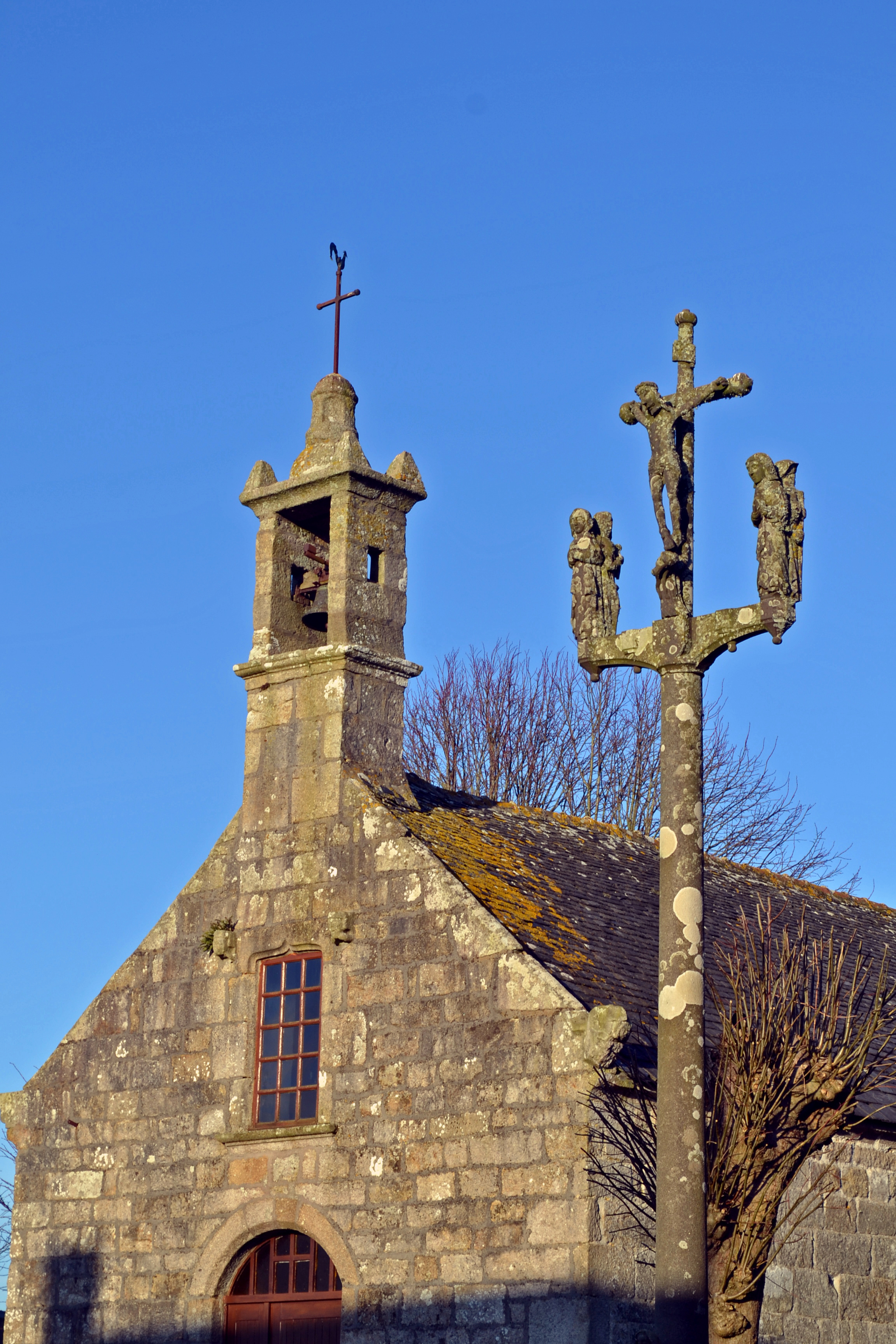
Chapelle et calvaire Sainte-Catherine.
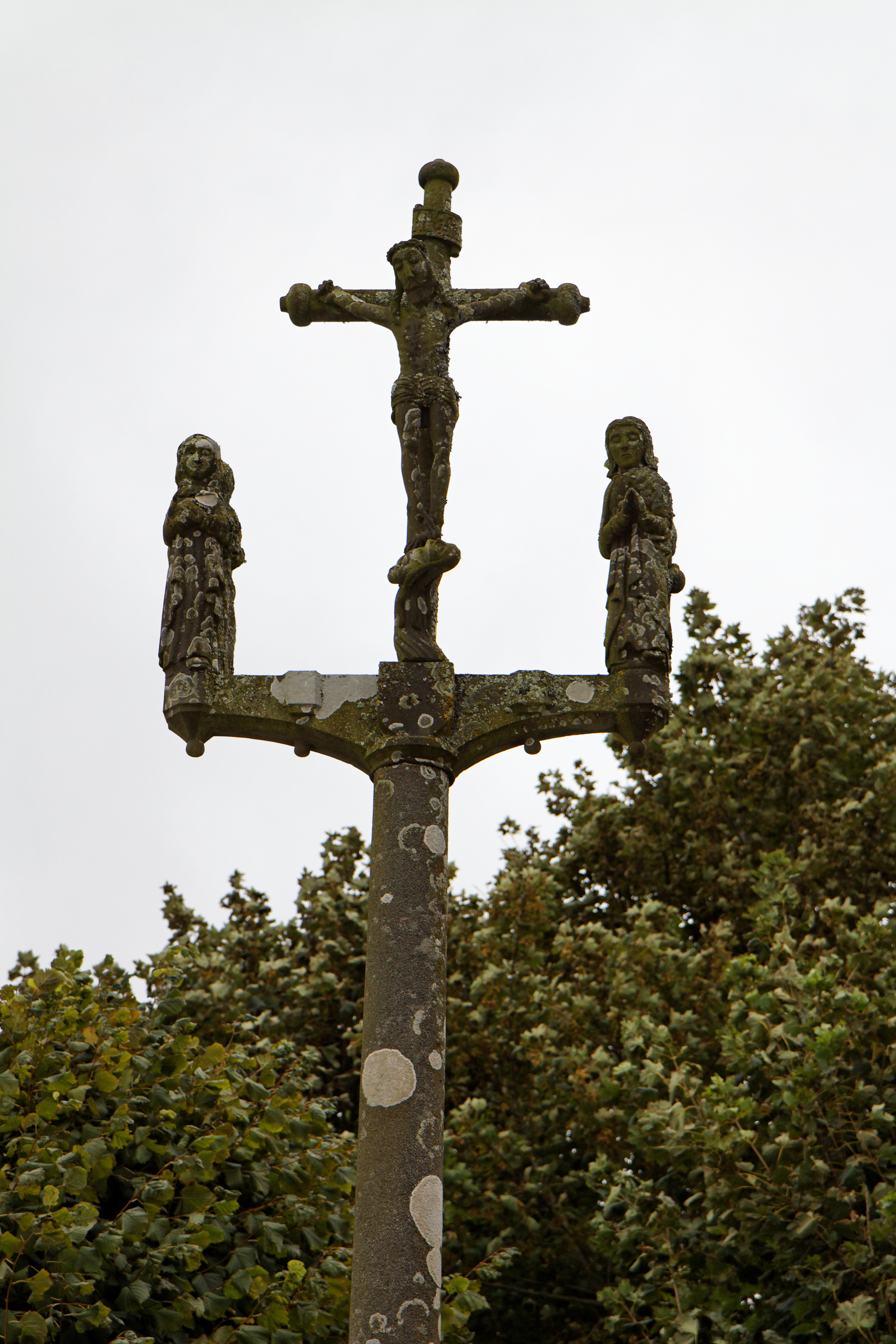
Le calvaire de la chapelle Sainte-Catherine.
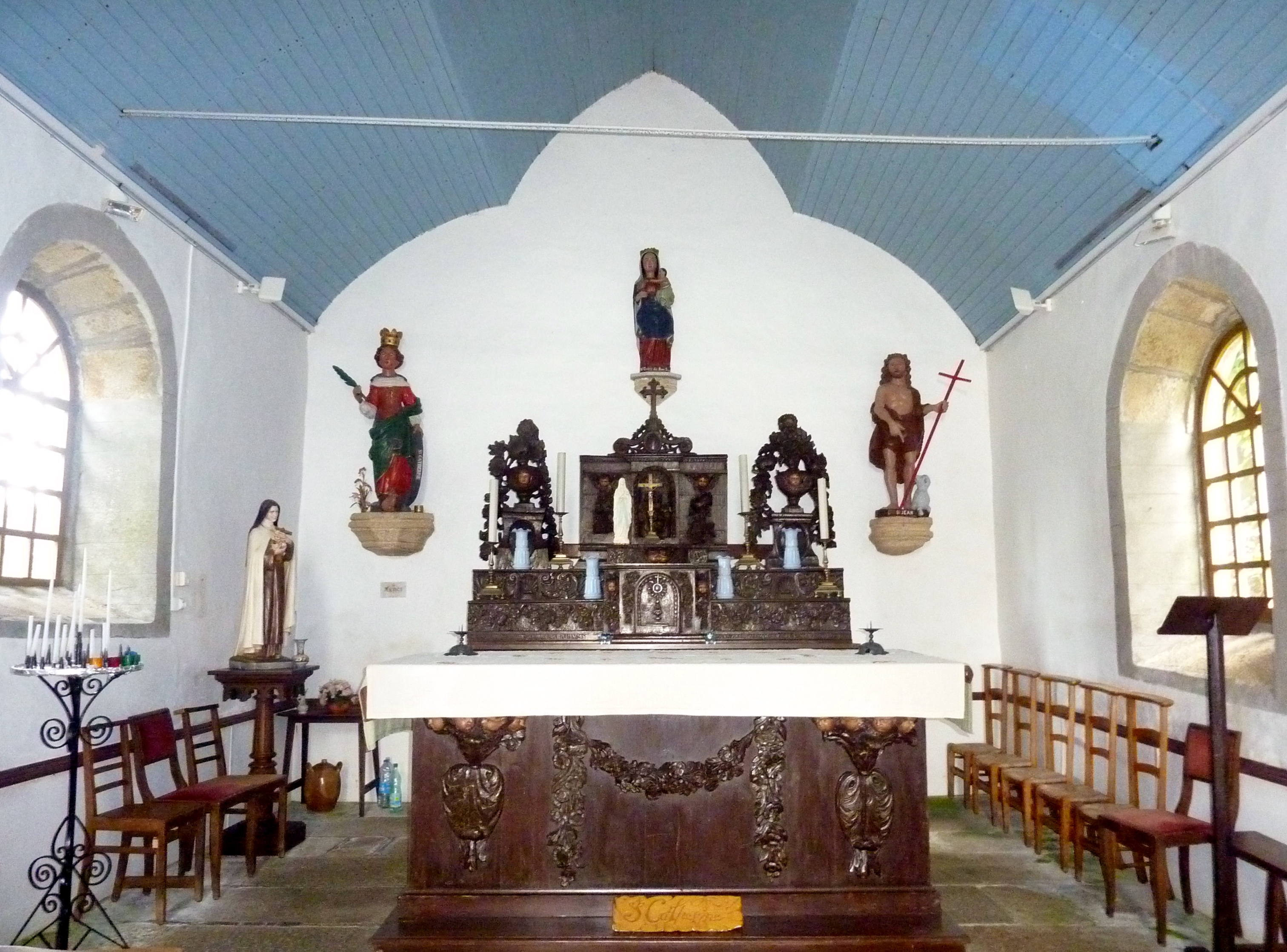
Le maître-autel de la chapelle Sainte-Catherine.
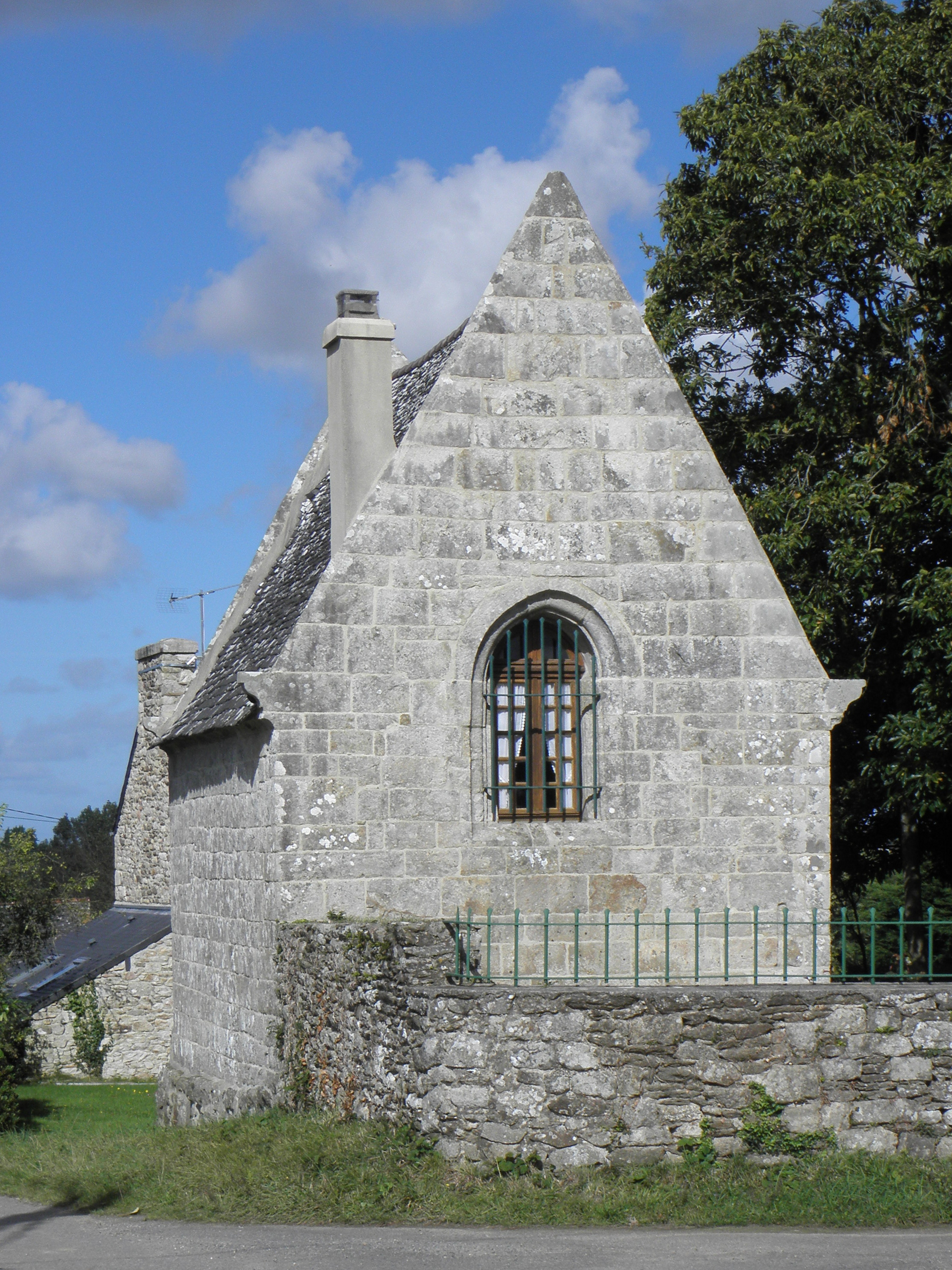
Ossuaire du Vieux-Bourg.
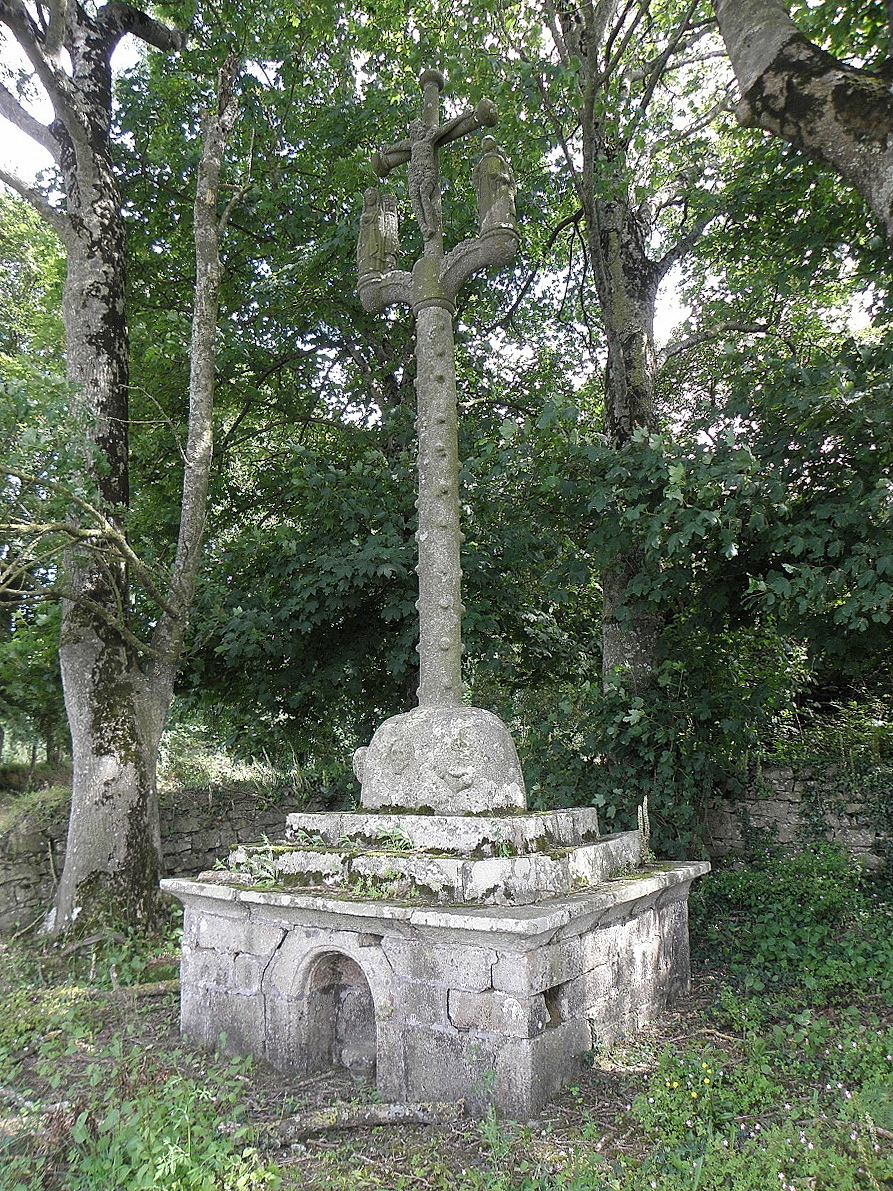
Croix de la peste sise à Croas ar Vossen.
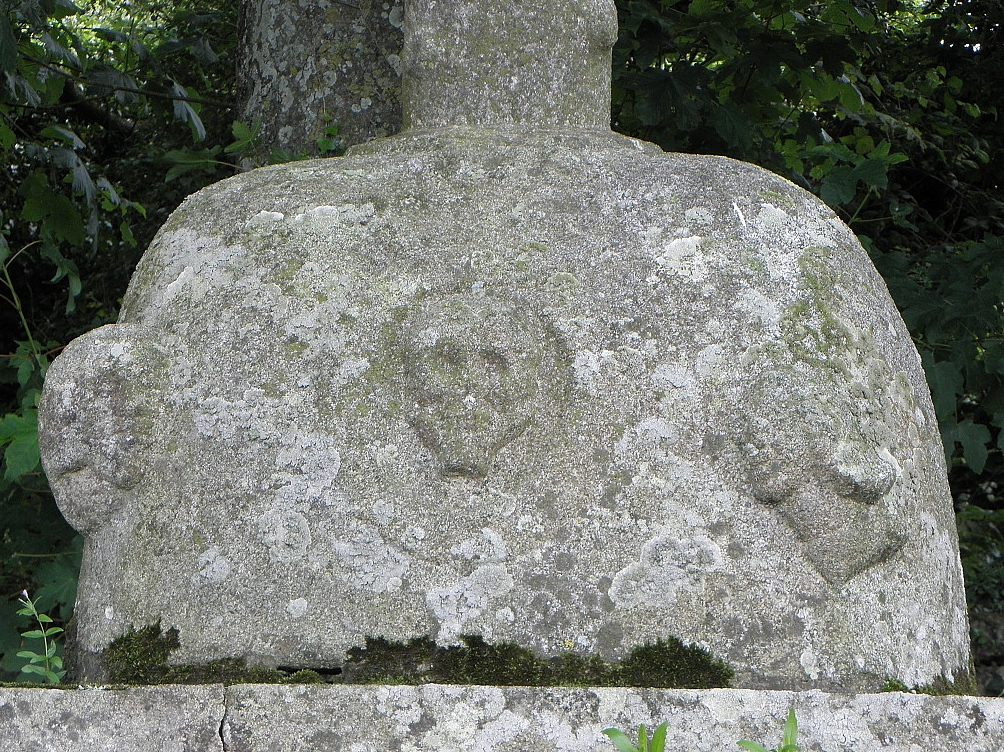
Le socle de la croix de peste de Croas ar Vossen.
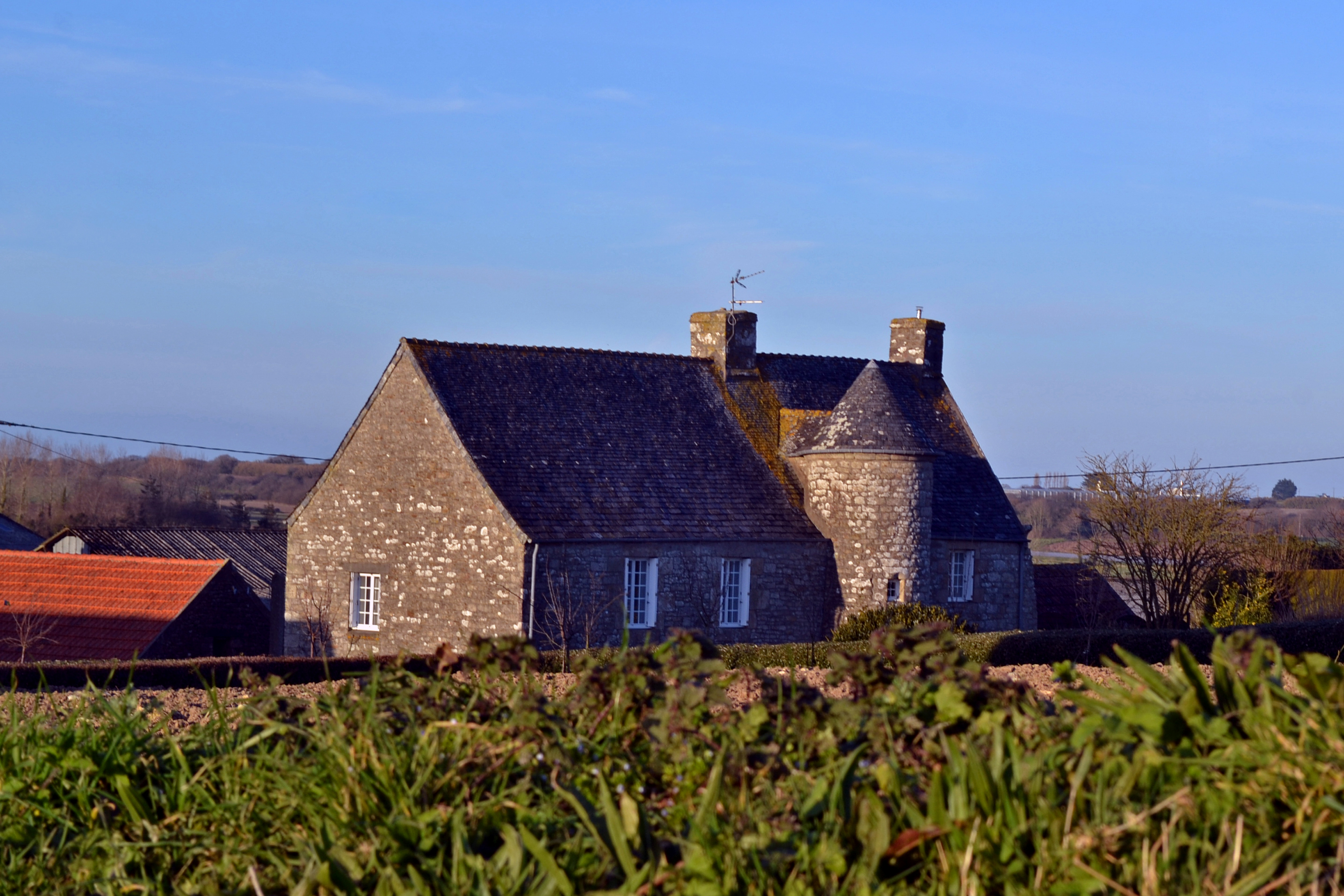
Manoir de Creac'h-Quérault.
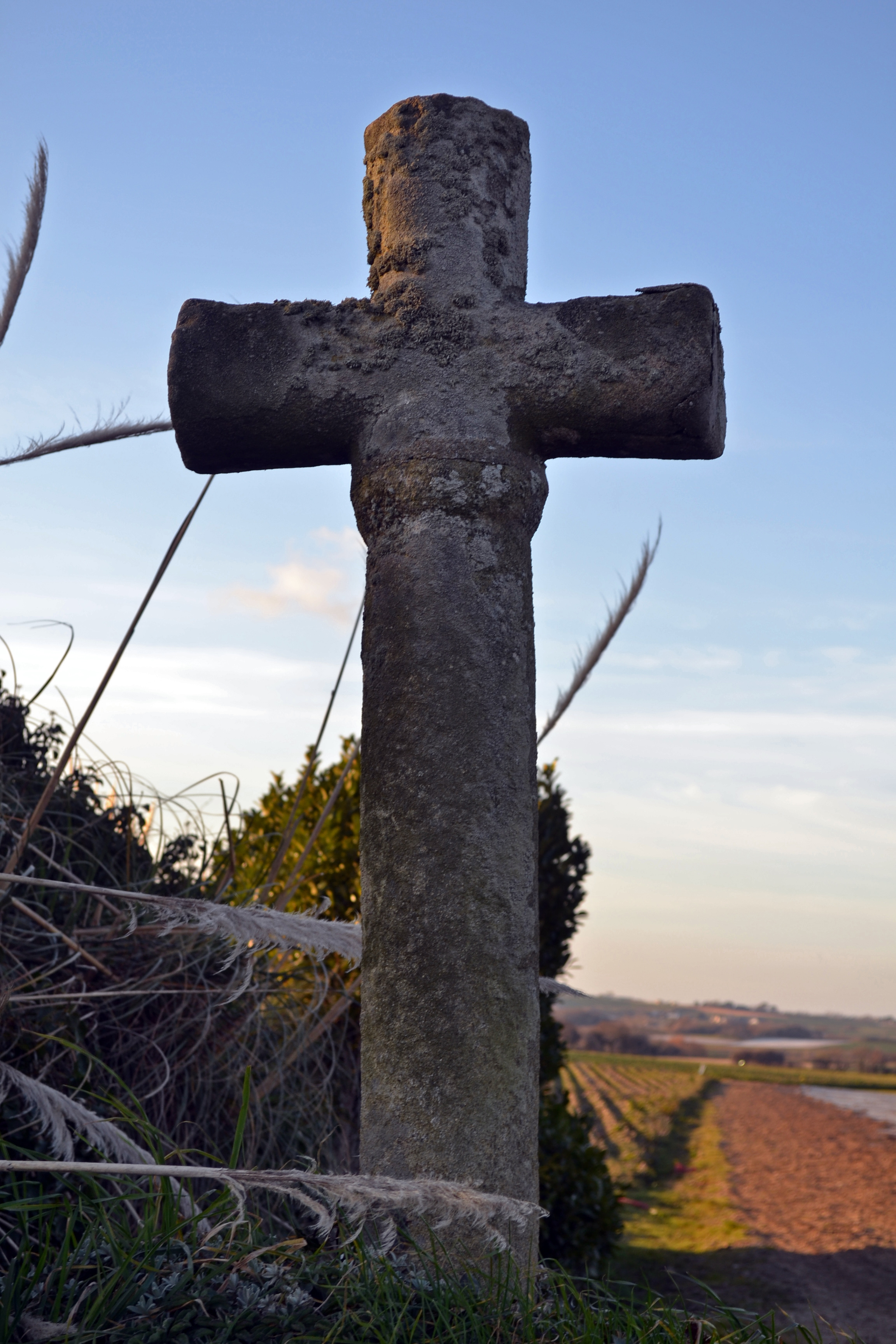
La croix de Creac'h-Quérault.

## Démographie
L'évolution du nombre d'habitants est connue à travers les recensements de la population effectués dans la commune depuis 1793. Pour les communes de moins de 10 000 habitants, une enquête de recensement portant sur toute la population est réalisée tous les cinq ans, les populations de référence des années intermédiaires étant quant à elles estimées par interpolation ou extrapolation. Pour la commune, le premier recensement exhaustif entrant dans le cadre du nouveau dispositif a été réalisé en 2005.
En 2022, la commune comptait 935 habitants, en évolution de −0,95 % par rapport à 2016 (Finistère : +2,16 %, France hors Mayotte : +2,11 %).
| 1793  | 1800 | 1806  | 1821  | 1831  | 1836  | 1841  | 1846  | 1851  |
| ----- | ---- | ----- | ----- | ----- | ----- | ----- | ----- | ----- |
| 1 006 | 927  | 1 262 | 1 094 | 1 189 | 1 251 | 1 305 | 1 351 | 1 198 |

| 1856  | 1861  | 1866  | 1872  | 1876  | 1881  | 1886  | 1891  | 1896  |
| ----- | ----- | ----- | ----- | ----- | ----- | ----- | ----- | ----- |
| 1 178 | 1 194 | 1 206 | 1 154 | 1 134 | 1 104 | 1 067 | 1 027 | 1 025 |

| 1901  | 1906  | 1911  | 1921  | 1926  | 1931  | 1936  | 1946  | 1954 |
| ----- | ----- | ----- | ----- | ----- | ----- | ----- | ----- | ---- |
| 1 051 | 1 121 | 1 144 | 1 079 | 1 098 | 1 121 | 1 046 | 1 014 | 964  |

| 1962 | 1968 | 1975 | 1982 | 1990 | 1999 | 2005 | 2006 | 2010 |
| ---- | ---- | ---- | ---- | ---- | ---- | ---- | ---- | ---- |
| 963  | 937  | 814  | 779  | 797  | 739  | 827  | 841  | 891  |

| 2015 | 2020 | 2022 | - | - | - | - | - | - |
| ---- | ---- | ---- | - | - | - | - | - | - |
| 930  | 932  | 935  | - | - | - | - | - | - |

### Évolution du rang démographique
| selon la population municipale des années : | 1968 | 1975 | 1982 | 1990 | 1999 | 2006 | 2009 | 2013 |
| Rang de la commune dans le département      | 187  | 179  | 187  | 196  | 210  | 201  | 197  | 197  |
| Nombre de communes du département           | 286  | 283  | 283  | 283  | 283  | 283  | 283  | 283  |

En 2017, Mespaul était la 186e commune du département en population avec ses 966 habitants (territoire en vigueur au 1er janvier 2020), derrière Trégourez (185e avec 972 habitants) et devant Saint-Jean-Trolimon (187e avec 962 habitants).

## Vie locale
- École primaire privée Sainte Famille construite il y a plus de 30 ans.

École qui dispose des classes qui vont de la maternelle jusqu'au CM2
- Salle polyvalente construite dans les années 2000 situé juste devant la mairie.
- Centre aéré construit il y a plusieurs années situé derrière la mairie qui accueillent les enfants de 10 à 17 ans.
- Espace multifonctions construit en 2013, utilisé pour les scolaires et qui sert également de Centre aéré pour les plus jeunes pendant les vacances scolaires situé à côté de l'école primaire.
- Stade Jean-Autret, utilisé par les clubs de football (Union Sportive Mespaulitaine) une aire de jeux inauguré en 2021 est également disponible.
- Allée Verte, parcours sportif réalisé en 2014.
- Boulangerie " atelier du pain " construit en 2010 situé dans le bourg .
- Restaurant " le galleo " également situé dans le bourg.
- Plusieurs entreprises et dépôt de transport aide les magasins Local comme la production d'oignons de chou fleur etc.
- Foire de Sainte-Catherine organisée par les associations de la commune jusqu'en 2012. Chaque année à la Foire de Sainte-Catherine organisée en juillet situé à 2 km à l'ouest du bourg de mespaul. La fête avait pour thème l'agriculture et les vieux métiers avec divers animations.

## Légende
- Louis Le Guennec raconte une légende concernant une riche et très belle héritière de Kergoulaouarn, Juzette, longtemps maltraitée et même un temps séquestrée par sa belle-mère et sa fille issue d'un premier mariage, Barbe, laide, qu'elle tenta en vain par un subterfuge de faire épouser à la place de Juzette par un riche marquis[29].

## Personnalités liées à la commune
- Corentin Prigent (1919-1941), résistant français, Compagnon de la Libération.